# Лейксайд (Монтана)
Лейксайд (англ. Lakeside) — переписна місцевість (CDP) в США, в окрузі Флетгед штату Монтана. Населення — 2705 осіб (2020).

## Географія
Лейксайд розташований за координатами 48°1′7″ пн. ш. 114°13′46″ зх. д. / 48.01861° пн. ш. 114.22944° зх. д. (48.018745, -114.229555).  За даними Бюро перепису населення США в 2010 році переписна місцевість мала площу 46,46 км², з яких 36,38 км² — суходіл та 10,07 км² — водойми.

## Демографія
Згідно з переписом 2010 року, у переписній місцевості мешкало 2669 осіб у 1061 домогосподарстві у складі 751 родини. Густота населення становила 57 осіб/км².  Було 1688 помешкань (36/км²).
Расовий склад населення:
| - 97,0 % — білих - 0,7 % — азіатів - 0,3 % — корінних американців - 0,3 % — чорних або афроамериканців |

До двох чи більше рас належало 1,6 %. Частка іспаномовних становила 1,7 % від усіх жителів.
За віковим діапазоном населення розподілялося таким чином: 20,6 % — особи молодші 18 років, 61,0 % — особи у віці 18—64 років, 18,4 % — особи у віці 65 років та старші. Медіана віку мешканця становила 45,8 року. На 100 осіб жіночої статі у переписній місцевості припадало 94,8 чоловіків;  на 100 жінок у віці від 18 років та старших — 93,2 чоловіків також старших 18 років.
Середній дохід на одне домашнє господарство  становив 100 555 доларів США (медіана — 57 159), а середній дохід на одну сім'ю — 138 969 доларів (медіана — 82 990). Медіана доходів становила 46 151 долар для чоловіків та 36 250 доларів для жінок. За межею бідності перебувало 21,6 % осіб, у тому числі 30,5 % дітей у віці до 18 років та 7,0 % осіб у віці 65 років та старших.
Цивільне працевлаштоване населення становило 993 особи. Основні галузі зайнятості: роздрібна торгівля — 22,4 %, освіта, охорона здоров'я та соціальна допомога — 21,8 %, виробництво — 19,9 %.